# Polifidelitat
Polifidelitat (també a vegades anomenada poliexclusivitat) és una forma de poliamor, on tots els membres són considerats companys iguals i accepten tenir una vida sexual activa només amb altres membres del grup. El terme es va originar en la comuna Kerista del barri de Haight-Ashbury, Califòrnia, on es va practicar polifidelitat de 1971 a 1991.
Aquest tipus de relacions són, com les relacions monògames, “tancades”, en el sentit que els socis es comprometen a no mantenir relacions sexuals fora dels actuals membres del grup. La diferència és que més de dues persones s'inclouen en el grup tancat. Noves persones es poden afegir al grup mitjançant consens unànime dels membres existents, o bé, el grup pot no acceptar nous integrants.
Previ a l'experiència en Kerista, la gent probablement hauria anomenat a aquest acord “matrimoni complex”. a meitat del segle xix, el matrimoni grupal en la Comunitat d'Oneida implicava tenir diverses parelles, però no necessàriament el deure d'estar amb tots els membres de la comuna. També se'l coneixia com a “matrimoni grupal”. El terme modern, més ampli poliamor va ser encunyat més tard, a principis de 1990.